# Daniel Küchenmeister
Daniel Küchenmeister (* 12. März 1956 in Berlin) ist ein deutscher Publizist, Historiker und Ausstellungskurator.

## Leben und Werk
Küchenmeister studierte von 1976 bis 1982 Geschichte in Leipzig und Berlin. Er beschäftigt sich mit der Geschichte des Berliner Fußballs und dem politischen System der DDR.
2012 gründete er zusammen mit Schneider den Verein Sport:Kultur e. V., mit dem sie das Projekt „Fussball Route Berlin“ realisierten, das mittels Schautafeln im Straßenland einen Einblick in die Fußballgeschichte Berlins zeigt. Anlässlich des 125. Jubiläums des Berliner Fußball-Verbandes im Jahre 2022 publiziert er zusammen mit Thomas Schneider regelmäßige Texte zu verschiedenen Themen des Berliner Fußballs, insbesondere in der Fußball-Woche.
Küchenmeister hat vier Söhne. Seine Eltern sind die Schriftsteller Claus und Wera Küchenmeister.

## Veröffentlichungen (Auswahl)

### Herausgeberschaft
- Honecker Gorbatschow Vieraugengespräche. Karl Dietz Verlag, Berlin 1993, ISBN 3-320-01804-3.
- mit Christine Krauss (Hrsg.): Das Jahr 1945 – Brüche und Kontinuitäten. Karl Dietz Verlag, Berlin 1995, ISBN 3-320-01872-8.
- mit Detlef Nakath, Gerd-Rüdiger Stephan (Hrsg.): ... abgegrenzte Weltoffenheit ...: zur Außen- und Deutschlandpolitik der DDR. Rosa-Luxemburg-Stiftung, 1999, ISBN 3-89819-017-X.
- mit Gerd-Rüdiger Stephan, Christine Krauss, Detlef Nakath (Hrsg.): Die Parteien und Organisationen in der DDR: Ein Handbuch. Karl Dietz Verlag, Berlin 2000, ISBN 978-3-320-01988-4.
- Architekt und Brückenbauer: Gedanken Ostdeutscher zum 80. Geburtstag von Egon Bahr. Friedrich-Ebert-Stiftung, 2002, ISBN 3-89892-061-5.
- Der deutsch-deutsche Grundlagenvertrag: Umstände, Wirkungen, Sichtweisen. Rosa-Luxemburg-Stiftung, 2003, ISBN 3-935530-26-9.

### Autorenschaft
- Befunde über die PDS. Friedrich-Ebert-Stiftung / Landesbüro Brandenburg, 1996, ISBN 3-86077-613-4.
- Die Ost- und Deutschlandpolitik: vom Wandel durch Annäherung zu einer europäischen Friedensordnung; Dokumentation; eine Tagung der Friedrich-Ebert-Stiftung Berlin, 19.–20. Juni 1998. Friedrich-Ebert-Stiftung, 1998, ISBN 3-86077-804-8.
- Berlin und Bonn in New York: die beiden deutschen Staaten in den Vereinten Nationen. Rosa-Luxemburg-Stiftung, 2004, ISBN 3-935530-36-6.
- Zwischen Mauerfall und Beitritt: zur Außen- und Deutschlandpolitik der DDR im letzten Jahr ihres Bestehens. Rosa-Luxemburg-Stiftung, 2005, ISBN 3-935530-47-1.
- Berliner Kindheit zwischen 1945 und 2005. Stiftung Stadtmuseum Berlin, 2005, ISBN 3-910029-38-8.
- "Wer zu spät kommt ...": zur Außen- und Deutschlandpolitik am Ende der achtziger Jahre. Rosa-Luxemburg-Stiftung, 2007, ISBN 978-3-935530-63-7.
- Mit Vernunft und Anstand: Hans Modrow zum Achtzigsten. Rosa-Luxemburg-Stiftung, 2008, ISBN 978-3-320-02141-2.
- mit Thomas Schneider: Emanzipation und Fußball. Panama Verlag, 2011, ISBN 978-3-938714-20-1.
- mit Thomas Schneider: Fußball-Einheit in Berlin: 1990–2015. Arete Verlag, 2015, ISBN 978-3-942468-65-7.
- mit Thomas Schneider: 125 Jahre Berliner Fußball: Geschichte und Geschichten in Porträts. Arete Verlag, Berlin 2022, ISBN 978-3-96423-096-6.
- mit Thomas Schneider, Peter Czoch: Fußballheimat Berlin. 100 Orte der Erinnerung. Arete Verlag, Berlin 2024, ISBN 978-3-96423-115-4.